# 두서초등학교
두서초등학교는 대한민국 울산광역시 울주군 두서면 인보리에 있는 초등학교다.

## 학교 연혁
- 1927년 11월 1일 두서공립보통학교(4년제) 개교설립인가 5월 5일
- 1937년 3월 16일 6년제 연장 인가
- 1941년 4월 1일 두서공립심상소학교로 개정[1]
- 1941년 4월 1일 두서공립국민학교로 개정[2]
- 1979년 4월 1일 병설유치원 인가
- 1992년 5월 28일 학교급식 실시
- 1993년 3월 1일 미호분교장 통폐합
- 1996년 3월 1일 두서초등학교로 명칭 개정[3]
- 1999년 3월 1일 3개 분교장(내와, 두북, 두남)[4] 통폐합
- 2001년 9월 24일 교문 확장 개설
- 2005년 6월 27일 다목적교실 신축 개관
- 2018년 9월 1일 제31대 김유진 교장 부임
- 2020년 2월 19일 제91회 졸업식(졸업생 누계 5,854명)
- 2020년 3월 1일 6(1)학급 편성(33명)
- 2021년 2월 3일 제92회 졸업식(졸업생 누계 5,864명)
- 2021년 3월 1일 6(1)학급 편성(31명)

## 참고 자료
- 두서초등학교 - 한국교육학술정보원 학교알리미